# Seaton (Devon)

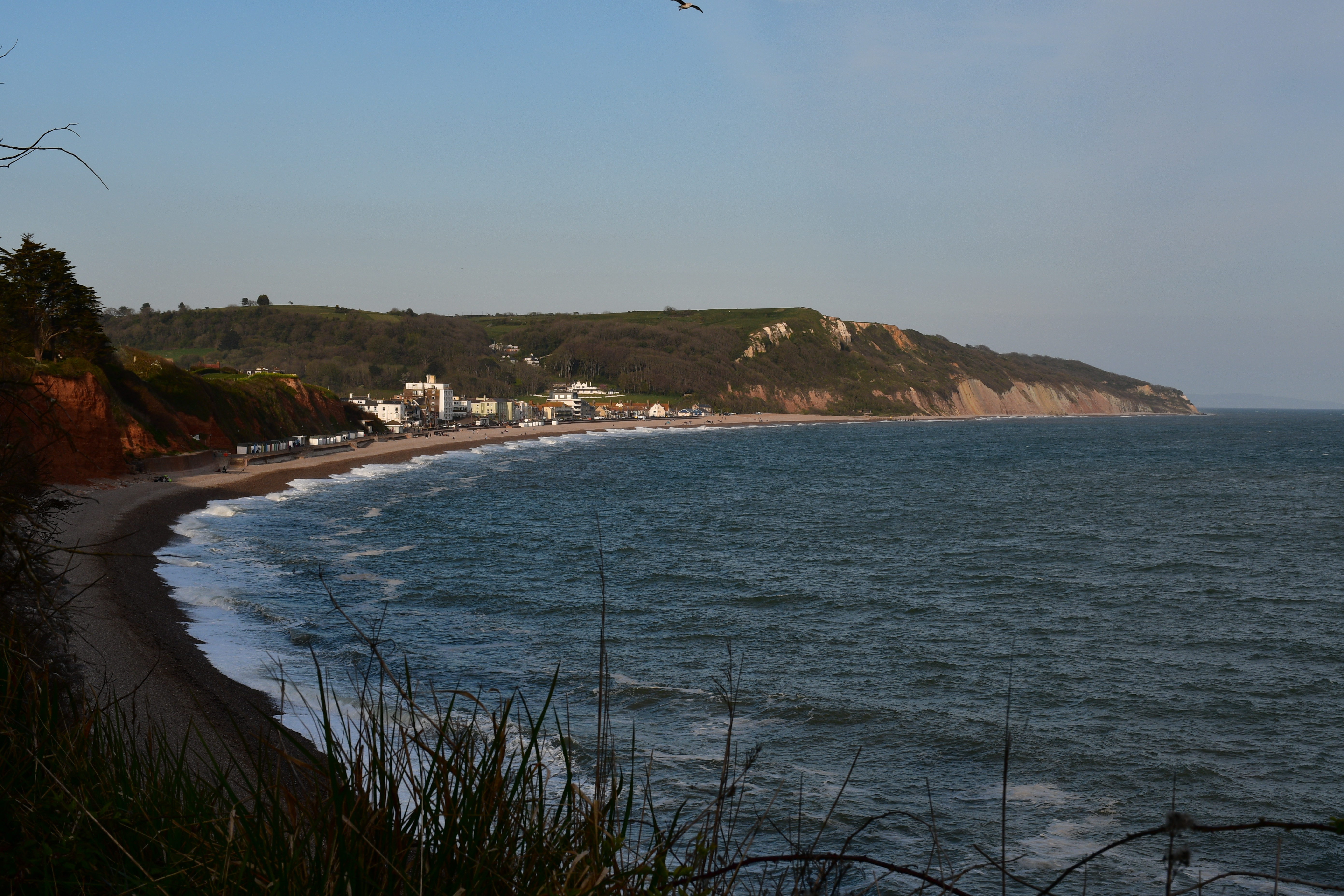
Vista de Seaton en abril de 2021

Seaton es una localidad turística costera ubicada en East Devon, condado de Devon, Inglaterra. Tiene una población estimada, a fines de 2019, de 8.837 habitantes.
Está ubicada sobre las aguas de Lyme Bay, en el Canal de la Mancha, al oeste de la desembocadura del río Axe. Axmouth y Beer se hallan cerca de Seaton. Un muro construido en el mar hizo posible el acceso a una playa de alrededor de un kilómetro y medio de largo y a un pequeño puerto.
Seaton se sitúa en la milla 95 de la Costa Jurásica de Dorset y del este de Devon, declarada Patrimonio de la Humanidad por la UNESCO.

## Atracciones
Además del tranvía que lleva a los visitantes por el campo hasta Colyford y Colyton, Seaton dispone también de un tren de 20 metros de largo, con una carga útil de 56-60 pasajeros (incluyendo perros) y que recorre cada pocas horas todos los días de la semana el trayecto entre Seaton y Beer durante el verano.

## Industria
Siendo una ciudad tradicionalmente turística, Seaton no ha desarrollado una gran identidad industrial. Su situación, junto a planicies de aluvión y rodeado por colinas a cada lado hace compleja su expansión y ha dificultado el crecimiento del empleo local. La mayor parte de los trabajadores están relacionados con el negocio del turismo y en su mayoría son temporeros.

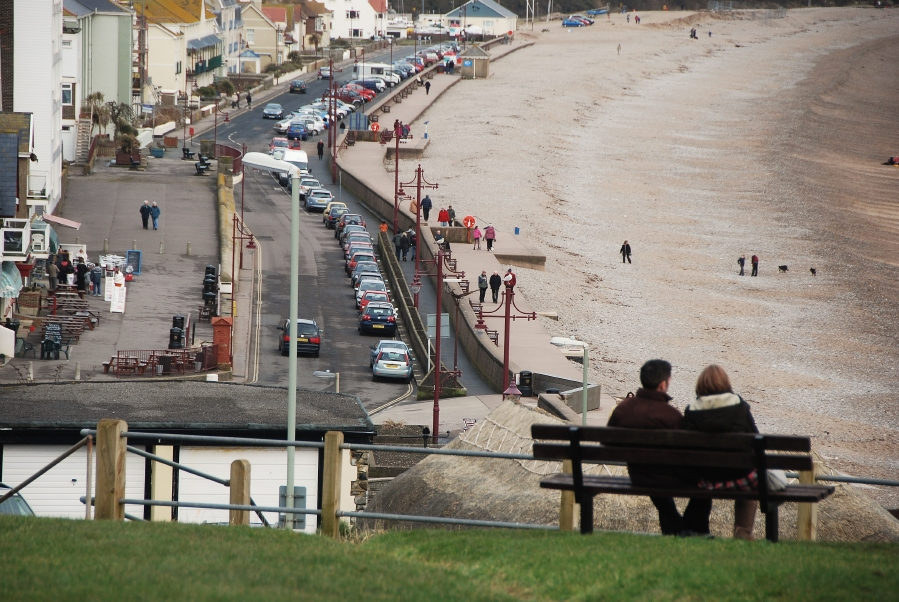
Vista de la playa y el paseo marítimo de Seaton